# Sabaniwka
Sabaniwka (ukrainisch Сабанівка; russisch Сабановка Sabanowka, polnisch Sabinówka) ist ein Dorf im Norden der westukrainischen Oblast Lwiw mit etwa 305 Einwohnern.

## Geografische Lage
Sabaniwka liegt im Norden des Rajon Tscherwonohrad 6 km nördlich vom ehemaligen Rajonzentrum Radechiw an der Fernstraße N 17. 
Am 12. Juni 2020 wurde das Dorf ein Teil der neu gegründeten Stadtgemeinde Radechiw im Rajon Tscherwonohrad, bis dahin war es Teil der Landratsgemeinde Tetewtschyzi (Тетевчиці) im Rajon Radechiw.

## Geschichte

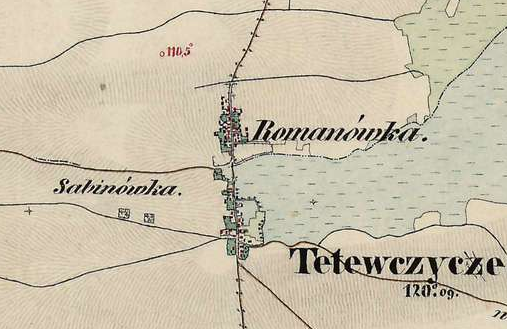
Sabaniwka und Romaniwka auf der Franziszeischen Landesaufnahme um die Mitte des 19. Jahrhunderts

Sabaniwka (polnisch Sabinówka) sowie das im Norden gelegene Romaniwka (polnisch Romanówka) wurden als deutsche Kolonien im 19. Jahrhundert gegründet. Beide waren zusammengewachsen, jedoch Sabinówka wurde als Teil von Tetewczyce und Romanówka als Teil von Stojanów betrachtet.
Im Jahre 1900 hatte die Gemeinde Sabinówka 23 Häuser mit 149 Einwohnern, davon waren 100 Deutschsprachige, 13 Polnischsprachige, 36 Ruthenischsprachige, 37 waren griechisch-katholisch, 25 römisch-katholisch, 9 Juden, 78 anderen Glaubens. Die Gemeinde Romanówka hatte 16 Häuser mit 109 Einwohnern, davon waren 67 Deutschsprachige, 41 Polnischsprachige, 1 Ruthenischsprachig, 29 waren römisch-katholisch, 4 griechisch-katholisch, 8 Juden, 68 anderen Glaubens.
Nach dem Ende des Polnisch-Ukrainischen Kriegs 1919 kamen beide Gemeinden zu Polen. Im Jahre 1921 hatte Sabinówka 32 Häuser mit 232 Einwohnern, davon waren 114 Ruthenen, 78 Polen, 40 Deutsche, 119 waren griechisch-katholisch, 69 römisch-katholisch, 40 evangelisch, 4 Juden (Religion). Romanówka hatte 16 Häuser mit 109 Einwohnern, davon waren 58 Deutsche, 49 Polen, 2 Ruthenen, 63 waren evangelisch, 35 römisch-katholisch, 4 griechisch-katholisch, 7 jüdischer Religion.
1937 zählte die evangelische Filialgemeinde von Józefów in Romanówka 61 Seelen.
Zu Beginn des Zweiten Weltkriegs gehörten die Gemeinden nach der sowjetischen Besetzung Ostpolens zunächst zur Sowjetunion und nach dem Überfall der Wehrmacht auf die Sowjetunion ab 1941 zum Generalgouvernement. 1945 kamen die Ortschaften wieder zur Ukrainischen SSR innerhalb der Sowjetunion und nach deren Zerfall 1991 zur unabhängigen Ukraine.
Romaniwka wurde nach Sabaniwka eingemeindet.